# Filmation's Ghostbusters
Filmation's Ghostbusters ("Os Fantasmas" no Brasil e "Os Caça-Fantasmas" em Portugal) é um desenho animado produzido pela Filmation Studios, a mesma criadora dos desenhos He-Man e She-Ra. Foi transmitido no Brasil em TV aberta pelo  SBT entre os anos de 1988 e 1994.
Trata-se de uma continuação animada da série The Ghost Busters (Trio Calafrio no Brasil), produzida nos anos 70 com atores reais. Os heróis da série eram Jake, Eddie e o gorila Tracy. Após estes se aposentarem, cedem seus lugares aos seus respectivos filhos, Jake Jr. e Eddie Jr. que, juntos com o gorila Tracy, formam um trio intitulado "Os Exterminadores de Fantasmas" e lutam incansavelmente para defender o mundo da ameaçadora horda de fantasmas comandada pelo terrível Líder Mau, o mestre do "QG Mal-Assombrado".

## Personagens

### Heróis
- Jake (Jake Kong Jr.): filho de Jake Kong, da série original dos anos 70, The Ghost Busters. Jake é o líder do trio, tal como seu pai. Seu nariz começa a coçar toda vez que está próximo de algum fantasma. Ele sempre tem os planos para derrotar os fantasmas.
- Eddie (Eddie Spencer Jr.): filho de Eddie Spencer, da série original dos anos 70, The Ghost Busters. Apesar da profissão, Eddie tem medo de fantasmas. Porém em um dos seus episódios mais marcantes, ganha poderes incríveis e torna-se Super Eddie, e derrota pessoalmente o poderoso Líder Mau.
- Tracy (Tracy the Gorilla): o mesmo gorila da série original dos anos 70, The Ghost Busters. Tracy é inteligente, sendo o responsável pela criação das armas e apetrechos utilizados pelo trio. É extremamente forte, muitas vezes não conseguindo controlar a própria força. Ao contrário da série original, na qual usava muitos chapéus diferentes, Tracy usa um chapéu social, bermudão khaki e mochila nas costas.
- Jessica Wray: uma repórter que frequentemente acompanha o trio na caçada aos fantasmas.
- Corky: o jovem sobrinho de Jessica. Veste uma camiseta laranja com o logotipo dos Exterminadores estampado no peito.
- Futura: uma mulher vinda do futuro, que também é caçadora de fantasmas no seu tempo. Futura possui um patinete voador chamado Time Hopper e poderes telepáticos.
- Madame Por Que (Madam Why): uma cigana cartomante que possui sotaque romeno, viaja numa carroça mágica e que ocasionalmente ajuda o trio vendo o futuro através de sua bola de cristal.
- Foxglove (Foxfire): uma raposa falante mascote da Madame Por Que.
- Merlin: vindo diretamente da época do Rei Arthur, ele é um mago da justiça que já cruzou caminho inúmeras vezes com Líder Mau.
- Maguinho (Fuddy): um jovem mágico, aprendiz de Merlin, que aparece apenas nas noites de lua cheia (por um canto mágico conjurado por Jake e que raramente funciona) para ajudar os Exterminadores, apesar de suas mágicas saírem meio erradas, mas que acabam ajudando mesmo assim.
- Porcego (Belfry): um morcego cor-de-rosa que emite um grito sônico.
- Esquelevisão (Skelevision): uma televisão com a forma de esqueleto e com pés semelhantes aos de humanos que constantemente ensinava a lição que poderia ser aprendida com o episódio do desenho.
- Crâniofone (Ansabone): um telefone de mesa em forma de esqueleto (formato baseado nos antigos telefones de parede típicos do século XIX) que sempre ao tocar tenta dificultar a recepção das chamadas e solta frases extremamente sarcásticas para quem está do outro lado da linha.
- Fantasmóvel (Ghost Buggy): o mal-humorado automóvel dos Exterminadores de Fantasmas. É capaz de viajar no tempo e alterar completamente sua forma. Dorme na garagem do QG e fica zangado quando o trio despenca em cima dele. Várias vezes demonstra implicância com Tracy, pelo fato deste ser extremamente pesado. Seu "rosto" é o do mesmo fantasma que é o símbolo da série.
- Senhor Fantasmóvel (Ghost Buggy Sr.): pai de Fantasmóvel.
- Time Hopper: o patinete voador de Futura. Possuindo aspectos femininos, Fantasmóvel é apaixonado por ela, mas esta não retribui seu romance.
- Esquelevador (Skelevator): o elevador em forma de esqueleto que os Exterminadores usam em seu QG para se transformarem e saírem à caça dos fantasmas. Quando estes já estão em campo, o Esquelevador torna-se portátil para questões de rapidez e eficiência.
- Esquelecuco (Shock Clock): o relógio cuco do QG dos Exterminadores.
- Dom Quixote: um bondoso fantasma do herói espanhol Dom Quixote. Foi inicialmente forçado a lutar com os Exterminadores, mas depois terminam amigos.
- Sem Cabeça: antes um membro do grupo do Líder Mau, mas após tantas maldades decidiu mudar de atitude. Jake não confiava nele de início por ele ter ajudado o Líder Mau a expulsar seu bisavô de suas terras, mas isso mudou quando Sem Cabeça salvou os Exterminadores de um espírito asteca. Após isso, passou a trabalhar numa casa assombrada num parque de diversões. Sua principal habilidade é fazer aparecer e sumir a própria cabeça, daí vindo seu nome.
- Irmãos Cariados (The Tooth Scaries): 3 pequenos fantasmas com habilidade de comer metais. Já trabalharam para o Líder Mau em 3 ocasiões. Eles têm uma irmã estrela da música que não seguiu o caminho do mal. Graças a ela e aos Exterminadores, decidiram então trilhar o bom caminho.

### Vilões
- Líder Mau (Prime Evil): o principal vilão do desenho e o chefe do quartel-general dos fantasmas, a Zona do Medo. Líder Mau é um misto de robô com fantasma, possui a habilidade de lançar raios de seus dedos - tais raios muitas vezes pulverizam os próprios fantasmas quando estes fracassam ou o enfurecem por qualquer outro motivo. Sempre arde em fúria ao pronunciar o nome Exterminadores e está sempre criando planos para destruí-los.
- Morcegóide (Brat-A-Rat): um morcego azul que não tem pernas ou asas. Apresenta um corpo de lagarto com cabeça de rato (completa com nariz alongado), "voa" através de jatos de propulsão a vapor nas costas. Em um episódio[qual?] demonstrou ser um pródigo pianista e tecladista.
- Sabrinho (Fangster): um lobisomem do futuro que usa tênis.
- Aparícia (Apparitia): uma feiticeira fantasma com jeito de falar semelhante a Mae West, possui muitos feitiços poderosos e pode transpassar objetos sólidos, como seu nome indica. Usa um longo vestido vermelho com pele desbotada e cabelos azul-esverdeados, dando-lhe aparência similar à deusa grega da discórdia Éris.
- Mistéria (Mysteria): uma vampira fantasma cuja aparência lembra a Mortícia da Família Addams. É extremamente vaidosa e possui poderes de névoa.
- João Susto Metalóide (Captain Long John Scarechrome): referente a Long John Silver, este fantasma com aparência de um velho pirata inclui tapa-olho, chapéu, mão de gancho e perna postiça feitos de metal cromado indestrutível (exceto ao desmaterializador) existente apenas na Zona do Medo. Fala com sotaque australiano e possui como meio de transporte uma caravela voadora de aspecto sombrio (possivelmente inspirado na lenda do Holandês Voador).
- Sir Trancelot (Sir Trance-A-Lot): um cavaleiro esquelético que monta um cavalo com cara esquelética. Possui uma enorme lança de prata que dispara raios soníferos. É uma referência óbvia ao herói medieval Sir Lancelot.
- Presunto (Scared Stiff): um esqueleto robótico (com aparência igual ao robô C3PO de Guerra nas Estrelas) que se amedronta facilmente. Sua cabeça vive saindo do lugar. Ele também tem a tendência de ser constantemente desconjuntado pelos Exterminadores, por outros fantasmas ou até mesmo por consequência de seu próprio pavor exagerado.
- Caçador (Haunter): um fantasma de aparência britânica, baseado em grande parte no comediante inglês Terry Thomas. Veste-se como um estereotípico caçador de safári inglês e fala com sotaque do mesmo país. Costuma ter problemas com Líder Mau (e acabar constantemente punido pelo mesmo) por chamá-lo com pronomes de tratamento tipicamente britânicos como "velho rapaz" ou "meu velho"("old boy", "old bean" e similares). Usa um monóculo mágico no olho esquerdo e seu chapéu pode crescer até dez vezes seu tamanho natural para servir de transporte, se encolher dentro dele para voa  ou captura de pessoas para seu dono. Caçador demonstra ser totalmente leal a Líder Mau (embora não se saiba se é por verdadeira lealdade ou apenas medo), inclusive mantendo-se a seu lado nas duas ocasiões que este precisou aliar-se aos Exterminadores contra Grande Mau.
- Mentiroso (Fib Face): um personagem que apresenta duas faces antagônicas e, que por esta mesma razão, muitas vezes discute consigo mesmo.
- Cabeça-Oca (Airhead): uma múmia obesa e pouco inteligente, que costuma fazer péssimas piadas nas horas mais impróprias na tentativa de fazer humor - piadas que algumas vezes nem ele mesmo entende.
- Maestro (Floatzart): este pequeno mas nefasto fantasma de cabelos ruivos veste um elegante fraque negro e possui poderes musicais. Baseado em Ludwig van Beethoven e Wolfgang Amadeus Mozart.
- Grande Mau (Big Evil): o maior rival do Líder Mau, sempre querendo sobrepujá-lo e tornar-se o novo soberano da Zona do Medo. Possui aparência física totalmente orgânica, contrastando com a aparência robótica de Líder Mau. É obeso, possui quatro braços e orelhas pontudas, além de bigode e barba chinesa em estilo Fu Manchu, estes dois últimos detalhes dando-lhe a aparência de um estereotípico mafioso asiático. É tão poderoso que em duas ocasiões forçou Líder Mau a unir-se aos Exterminadores para derrotá-lo.

### Armas
- Desmaterializador : A principal arma do Exterminadores. Dispara um feixe que envia os fantasmas para outra dimensão, embora nem sempre funcione (o Líder Mau é poderoso o suficiente para ser afetado). O Raio só afeta fantasmas, não funciona em matéria sólida.
- Skelevator : Elevador no qual Jake e Eddie sobem para trocar as roupas pelo uniforme. Jake passa na esteira rolante sentado numa cadeira.
- Santo Gummer : Atira uma substância rosa que imobiliza inimigos.
- Spectre Snare : Atire óleo para prender fantasmas.
- Gatilho de Bolhas : Atira bolhas pequenas, quando juntas, formam uma grande bolha que retém fantasmas.
- Rede Desmaterializadora : Uma rede de energia que faz com que o fantasma desapareça para outra dimensão quando tocado.
- Pacote Fantasma : Equipamento Padrão de Jake e Eddie com o logotipo Ghostbusters.

## Mais Informações
- Por possuir a palavra Ghostbusters em seu nome, o nome original deste desenho é semelhante ao do grupo Ghostbusters, que é conhecido no Brasil como Caça-Fantasmas. Talvez para se evitar confusão nas identificações, o desenho dos Caça-Fantasmas é chamado de The Real Ghostbusters (Os Verdadeiros Caça-Fantasmas). A diferença é que, Os Caça-Fantasmas dos filmes da Columbia eram chamados de Ghostbusters (tudo junto), enquanto os Caça-Fantasmas da série de televisão da Filmation (originalmente, Trio Calafrio no Brasil) são chamados de Ghost Busters (em separado).
- Apesar do nome verdadeiro dos jovens exterminadores terminarem em "Júnior", nesta série esse detalhe é ignorado e eles não são chamados por Jake Jr. ou Eddie Jr., talvez pelo fato dos pais, que possuem o mesmo nome dos filhos, aparecerem raríssimas vezes na série animada.
- Em dois episódios, os heróis lutaram ao lado do seu arqui-inimigo Líder Mau, para combater o mais poderoso inimigo da série: O Grande Mau.
- Assim como em He-Man e She-Ra, no final de cada episódio, um dos heróis dava conselhos e dizia qual era a "moral" da história.
- Este desenho voltou a ser transmitido em 2005 pelo Boomerang, com nova dublagem e alguns personagens tiveram seus nomes trocados. Nessa nova dublagem, em vez de serem chamados de "Exterminadores de Fantasmas", são chamados de Caça-Fantasmas e o Líder Mau (rebatizado na nova dublagem como "Sr. Maligno") os chama de "Caça com asmas".

## Dublagem
A série foi dublada para português no estúdio carioca Herbert Richers. Houve também uma nova temporada, com a nova dublagem paulista.
| Personagem                                           | Estados Unidos (original) | Brasil                 |
| ---------------------------------------------------- | ------------------------- | ---------------------- |
| Jake Kong Jr.                                        | Pat Fraley                | Ricardo Schnetzer      |
| Eddie Spencer Jr.                                    | Peter Cullen              | Marco Antônio Costa    |
| Gorila Tracey                                        | Lou Scheimer              | André Luiz Chapéu      |
| Jessica Wray                                         | Susan Blu                 | Miriam Ficher          |
| Corky                                                | Erika Scheimer            | Danton Mello           |
| Futura                                               | Susan Blu                 | Marisa Leal            |
| Madame Por Que (Madam Why)                           | Linda Gary                | Selma Lopes            |
| Foxglove                                             | não divulgado             | Mauro Eduardo          |
| Porcego (Belfry)                                     | Susan Blu                 | Mário Jorge Andrade    |
| Merlin                                               | Peter Cullen              | Daoiz Cabezudo         |
| Maginho (Fuddy)                                      | Lou Scheimer              | Francisco José Corrêia |
| Esquelevisão (Skelevision)                           | Lou Scheimer              | Paulo Flores           |
| Ossofone (Ansabone)                                  | Lou Scheimer              | Mário Vilela           |
| Fantasmóvel (Ghost Buggy)                            | Pat Fraley                | Newton Apollo          |
| Líder Mau (Prime Evil)                               | Alan Oppenheimer          | Amaury Costa           |
| Morcegóide (Brat-A-Rat)                              | Peter Cullen              | Márcio Simões          |
| Sabrinho (Fangster)                                  | Alan Oppenheimer          | Carlos Takeshi         |
| Aparícia (Apparitia)                                 | Linda Gary                | Sônia Ferreira         |
| Mistéria (Mysteria)                                  | Linda Gary                | Maria Helena Pader     |
| Presunto (Scared Stiff)                              | Pat Fraley                | Gastão Malta           |
| Mentiroso (Fib-Face)                                 | Lou Scheimer              | Carlos Seidl           |
| Caçador (Haunter)                                    | Peter Cullen              | Magalhães Graça        |
| João Susto Metalóide (Captain Long John Scarechrome) | Alan Oppenheimer          | Gilberto Baroli        |
| Sir Trancelot (Sir Trace-A-Lot)                      | Lou Scheimer              | Fabio Tomazine         |
| Cabeça-Oca (Airhead)                                 | Alan Oppenheimer          | José Santa Cruz        |
| Floatzart                                            | Peter Cullen              | Domício Costa          |
| Grande Mau (Big Evil)                                | Peter Cullen              | Jomery Pozolli         |